# Exormotheca bulbigena
Exormotheca bulbigena là một loài rêu trong họ Exormothecaceae. Loài này được Bornefeld, O.H. Volk & R. Wolf mô tả khoa học đầu tiên năm 1996.